# Cristiano Travaglioli
Cristiano Travaglioli (Recanati, 9 settembre 1968) è un montatore italiano.

## Biografia
Intraprende la carriera nel 1998, divenendo in seguito stretto collaboratore di Paolo Sorrentino; accresce la sua esperienza collaborando alle sue prime opere e diviene responsabile del montaggio da Il divo, nel 2008.

## Filmografia

### Cinema
- Piccole anime, regia di Giacomo Ciarrapico (1998)
- Fascisti su Marte, regia di Corrado Guzzanti e Igor Skofic (2006)
- Il divo, regia di Paolo Sorrentino (2008)
- Hai paura del buio, regia di Massimo Coppola (2010)
- This Must Be the Place, regia di Paolo Sorrentino (2011)
- Il volto di un'altra, regia di Pappi Corsicato (2013)
- Studio illegale, regia di Umberto Carteni (2013)
- La grande bellezza, regia di Paolo Sorrentino (2013)
- La mafia uccide solo d'estate, regia di Pif (2013)
- Anime nere, regia di Francesco Munzi (2014)
- Youth - La giovinezza (Youth), regia di Paolo Sorrentino (2015)
- Sicilian Ghost Story, regia di Fabio Grassadonia e Antonio Piazza (2017)
- Loro, regia di Paolo Sorrentino (2018)
- Il corpo della sposa, regia di Michela Occhipinti (2019)
- Stay Still, regia di Elisa Mishto (2020)
- È stata la mano di Dio, regia di Paolo Sorrentino (2021)
- Promises, regia di Amanda Sthers (2021)
- Parthenope, regia di Paolo Sorrentino (2024)
- Duse, regia di Pietro Marcello (2025)

### Televisione
- The Young Pope, regia di Paolo Sorrentino (2016)
- Security, regia di Peter Chelsom – film TV (2021)

## Riconoscimenti e premi

### David di Donatello
- 2009 - candidatura a Miglior montatore per Il divo
- 2012 - candidatura a Miglior montatore per This Must Be the Place
- 2014 - candidatura a Miglior montatore per La grande bellezza
- 2015 - Miglior montatore per Anime nere
- 2016 - candidatura a Miglior montatore per Youth - La giovinezza

### European Film Awards
- 2013 - Miglior montaggio per La grande bellezza

### Nastro d'argento
- 2009 - candidatura a Miglior montaggio per Il divo
- 2014 - candidatura a Miglior montaggio per La mafia uccide solo d'estate
- 2015 - Miglior montaggio per Anime nere e Youth - La giovinezza
- 2018 - candidatura a Miglior montaggio per Loro

### Ciak d'oro
- 2015 - Miglior montaggio per Anime nere[2]